# Patrick Stegemann

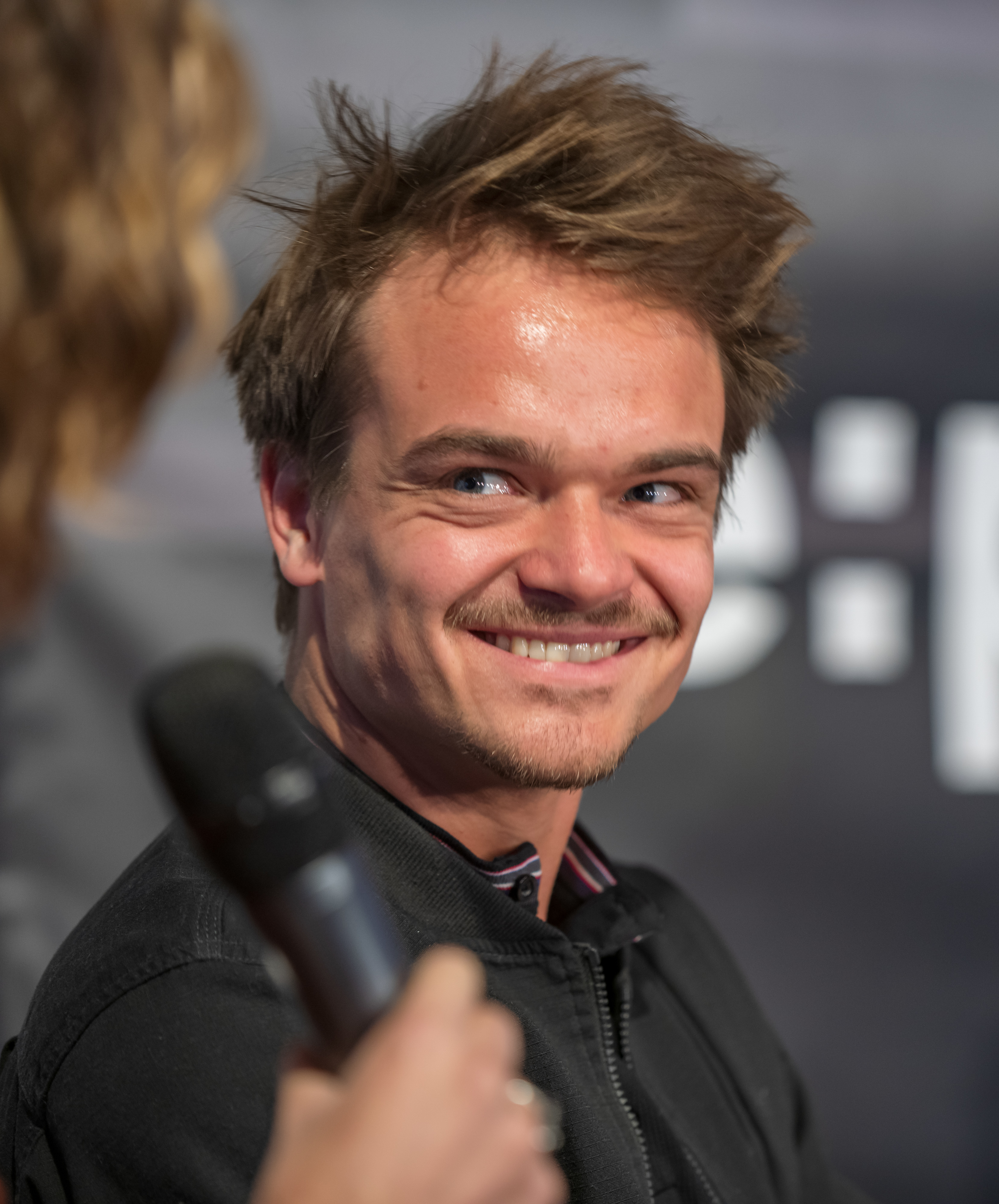
Patrick Stegemann, 2019

Patrick Stegemann (* 1989) ist ein deutscher Journalist, Autor und Filmemacher.

## Leben
Stegemann studierte Kommunikationswissenschaft und Sozialwissenschaften in Erfurt, Berlin, Haifa und Kairo. Ab 2011 arbeitete er als freier Journalist, u. a. für den Deutschlandfunk. Im Zuge der Bundestagswahl 2017 recherchierte er gemeinsam mit einem Recherchenetzwerk von funk undercover in dem rechtsextremen Netzwerk Reconquista Germanica. Stegemann erhielt für seine Arbeit u. a. den Deutschen Reporterpreis sowie den Otto-Brenner-Preis. Er arbeitet als Autor u. a. für das ZDF, hat Filme für das Politik-Magazin Frontal21, sowie ZDFzoom gemacht. Als Experte äußert er sich vielfach zur Rolle rechter Influencer und der Verantwortung digitaler Plattformen.
2020 veröffentlichte er gemeinsam mit Sören Musyal das Buch Die rechte Mobilmachung. Wie radikale Netzaktivisten die Demokratie angreifen. Deutschlandfunk Kultur rezensierte es als „bemerkenswertes Buch“.
2021 gründete er gemeinsam mit Khesrau Behroz die Produktionsfirma Undone Work. Ihre erste Produktion Noise wurde 2022 mit dem Robert-Geisendörfer-Preis ausgezeichnet. 2022 erscheint der von Stegemann geschriebene Podcast Legion. Hacking Anonymous, der u. a. für den Grimme-Preis und den Prix-Europa nominiert war und den RIAS-Preis 2023 gewann.
2023 war Stegemann Teil eines Teams von Journalisten, die die gesuchte RAF-Terroristin Daniela Klette mithilfe einer KI-Bildersuche in einem Capoeira-Studio in Berlin ausfindig machten. Klette wurde 2024 von der Polizei in Berlin ergriffen. Stegemann sagte gegenüber dem Nachrichtenmagazin Spiegel, sie hätten ihre Rechercheergebnisse nicht mit den Behörden geteilt.